# Беленькое (Херсонская область)
Беленькое (укр. Біленьке) — село в Новониколаевской сельской общине Скадовского района Херсонской области Украины.
Население по переписи 2001 года составляло 46 человек. Почтовый индекс — 75711. Телефонный код — 5537. Код КОАТУУ — 6524781502.

## История
В 1946 году указом ПВС УССР хутор Бригада № 2 колхоза Ленинвейг переименован в Беленький.

## Население и этнический состав
По данным переписи населения Украины 2001 года распределение населения по родному языку было следующим (в % от общей численности населения): украинский — 93,48 %; русский — 6,52 %.